# Киевский бензотрамвай
Киевский бензотрамвай (Дарницкий (Слободский) мототрамвай, разг. Примус) — трамвай с тягой на бензиновых двигателях, соединивший Киев и поселки на левом берегу Днепра (на тот момент — административно относились к Черниговской губернии). Движение на трамвайной линии было открыто 25 апреля (8 мая) 1912 года на участке Предмостная слободка — Никольская слободка (поблизости нынешней станции метро «Левобережная») — Дарница (севернее одноименной железнодорожной станции). В 1913 году трамвайная линия была продлена до Броваров. В 1920—1925 годах линия не работала из-за разрушения мостов через Днепр. В 1934 году линию электрифицировали. Движение на трамвайной линии было прекращено в сентябре 1941 года, после войны — не восстанавливалось.

## История
Идея соединения трамвайной линией города Киева и поселков на левом берегу Днепра возникла в конце XIX века. В то время регулярное пассажирское сообщение на этом направлении выполнялось только пароходами, пассажиропоток достигал 1,5 тыс. человек в будние дни и до 5 тыс. — в выходные и праздничные.
В начале 1908 года инженер путей сообщения Валерий Тимченко обратился в Министерство внутренних дел за разрешением на получение концессии на сооружение конно-железнодорожного пути между Киевом, Дарницей и Броварами по Черниговскому (Броварскому) шоссе, набережной в Киеве, по Николаевскому цепному и Русановскому мостам. Позднее конную тягу предлагалось заменить электрической. Разрешение на строительство было получено весной 1910 года, строительство началось осенью того же года.. 
Весной 1911 года для строящейся трамвайной линии Валерий Тимченко получил разрешение на использование бензиномоторных вагонов взамен конной тяги. Осенью того же года Тимченко получил разрешение на строительство и эксплуатацию мототрамвайного депо в районе Никольской слободки. Трамвайное движение на линии на участке Предмостная слободка — Никольская слободка — Дарница было открыто 25 апреля (8 мая) 1912 года. В качестве подвижного состава использовались вагоны на бензомоторной тяге, приобретенные за рубежом.
17 (30) октября трамвайную линию продлили через Днепр по Русановскому и Цепному мостам до Церкви Рождества (сейчас — Почтовая площадь).
Весной 1913 года началось строительство продления трамвайной линии от Никольской слободки до Броваров, открыли движение по этой линии ровно через год после запуска участка через Днепр — 17 (30) октября 1913 года.
Осенью 1916 года ежедневный пассажиропоток на линии составлял около 12 тыс. человек. Эксплуатировало трамвайную линию «Акционерное общество Киев-Броварского с ветвью на Дарницу мототрамвая» (чаще употреблялось название — «Дарницкий трамвай», учредителями общества являлись Валерий Тимченко и Семён Могилёвцев (после смерти последнего в 1917 году акциями общества владел киевский купец 1-й гильдии Товий Апштейн).
Бензомоторный трамвай проработал до лета 1920 года, движение было прекращено вследствие подрыва отступающими польскими войсками мостов через Днепр.
Возобновление работы бензомоторного трамвая состоялось 10 мая 1925 года после возведения моста имени Евгении Бош (на опорах, оставшихся от Цепного моста) и восстановления Русановского моста.
В мае-сентябре 1926 года была проведена электрификация линии от Почтовой площади до Никольской слободки. Тогда же линия была организационно объединена с городской трамвайной сетью. Весной 1926 года Никольско-Слободскому (Дарницкому) мототрамвайному парку было присвоено имя Фрунзе. Движение по восстановленной и перестроенной линии от Никольской слободки до Броваров было торжественно открыто 20 ноября 1926 года. В первые же дни работы маршрут в Бровары перевозил ежедневно около 2,5 тыс. пассажиров.. 
При перенумерации городских трамвайных маршрутов в конце 1926 года маршруты бывшего Дарницкого трамвая получили номера:
- № 14 «Почтовая площадь — Никольская слободка» (6,025 км);
- № 15 «Никольская слободка — Дарница» (4,202 км);
- № 16 «Никольская слободка — Бровары» (13,656 км).[11]

Работы по электрификации остальных участков проводились начиная с первой половины 1932 года, весной 1933 года был открыт прямой электрифицированный маршрут от Почтовой площади до Дарницы, а 7 ноября 1934 года — открыто движение по электрифицированной линии до Броваров. С этого времени на линиях бывшего Дарницкого мототрамвая осуществлялось только движение электрических трамваев.
30 апреля 1936 года был пущен в эксплуатацию участок к Дарницкому вагоноремонтному заводу (ДВРЗ).
По состоянию на 1936 год на левобережье работало четыре трамвайных маршрута:
- № 14 «Почтовая площадь — Дарница»;
- № 23 «Никольская слободка — Бровары»;
- № 24 «Дарница — Вагоноремонтный район»;
- № 25 «Почтовая площадь — Никольская слободка».[12]

Движение на линии было прекращено в сентябре 1941 года после взрыва мостов через Днепр при отступлении Красной армии, после войны — не восстанавливалось.
Трамвайную линию на левый берег проложили по построенному в 1953 году мосту имени Патона.

## Остатки
После войны линии и депо бензотрамвая не восстанавливали. Первое время ангары Слободского депо стояли в руинах. Потом в бывших ангарах обустроили кожно-венерологический диспансер. Часть территории была выделена для рынка, а на месте въезда в депо построен дом. Отстроили только линию по Набережной (1953—2011) и линию на ДВРЗ (частично, 1959 г.).
По состоянию на 2017 год линии довоенной сети трамвая повторяет только трамвайная линия по Пражской улице.